# Franz Winterstein
Franz Winterstein var en tysk manusförfattare och regissör. Efter att ha inlett sin karriär i Tyskland flyttade han på 1930-talet till Sverige och senare till Spanien.

## Filmmanus i urval
- 1932 – 8 flickor i en båt (Acht Mädels im Boot)
- 1932 – Brustna drömmar (Unmögliche Liebe)
- 1933 – Mysteriet i 6: te våningen (Hände aus dem Dunkel)
- 1938 – Karriär
- 1939 – Midnattssolens son
- 1951 – Los Sueños de Tay-Pi

## Regi
- 1951 – Los Sueños de Tay-Pi